# جواد الخالصي
الشيخ جواد بن محمد بن محمد مهدي الخالصي (و. 1951 م) هو مرجع ديني وسياسي عراقي بارز. كتب في العديد من البحوث والدراسات التي  تناولت الإسلام وحركته المعاصرة في العراق وباقي البلاد الإسلامية في مواجهة الهيمنة الأجنبية وسبل النهضة.

## حياته
ينتمي إلى عشائر بني أسد من آل مغامس، ولد سنة 1951 م في الكاظمية.
خريج كلية العلوم - الجامعة المستنصرية، ولم يستطع إكمال دراسته فيها، ثم دخل معهد التكنولوجيا - القسم المدني عام 1974 م.
غادر العراق علم 1980 م وعاد اليها سنة 2003 م.
تعرض للاعتقال مرات متعددة في سبعينيات القرن الماضي، وأهمها في الأعوام 1975م،1977م،1979م، إثر الرد المباشر في خطاب مشهور على نائب الرئيس العراقي يومها، الذي مجد قيم المرحلة الجاهلية قبل الإسلام وعّده الدين الإسلامي مرحلة من مراحل حياة الأمة العربية كما صرح وقتها، وعلى نهج أطروحات قائده المؤسس ميشيل عفلق.
ويعد من الأوائل الذين أسسوا المجلس الأعلى للثورة الإسلامية في العراق كي يكون الجبهة العراقية للمعارضة والتي تتولى تغيير الأوضاع في العراق، ( وقد خرج منه بعد تأسيسه ببضع سنوات لرفضه توجهات المجلس التي يصفها بالأحادية الضيقة).
يعد الشيخ جواد الخالصي من دعاة التقريب بين الطوائف الإسلامية، ويحتفظ بعلاقات مميزة مع جميع المذاهب الإسلامية في العراق وخارجه، بما رسخ دوره كآصرة قوية بين مختلف فئات العراقيين.
نائب المشرف العام على مدرسة الإمام الخالصي (جامعة مدينة العلم للإمام الخالصي الكبير) التي درس فيها العديد من كبار العلماء، كالسادة المراجع الخوئي والخونساري والشيرازي والمرعشي النجفي، إضافة إلى كثير من الساسة والأكاديميين مثل الشيخ محمد مهدي كبة، والدكتور فاضل الجمالي، كما كانت تمثل مرجعية الحركة الوطنية.
مدرسة الإمام الخالصي تتبنى فكرة عدم فصل الدين عن السياسة، ونهجها السياسي الشرعي مبني على استقلال البلاد الإسلامية، وتحكيم الشريعة الإسلامية في حياة الأمة، والحفاظ على هوية العراق الإسلامية والوطنية.
رفض المشاركة في العملية السياسية في العراق بعد الاحتلال الأمريكي، ودعا إلى مقاومتة القوات الاحتلالية.
شكّل الشيخ جواد الخالصي جبهة تضم قوى وطنية مختلفة التوجهات في العراق إثر الاحتلال الأمريكي في نيسان 2003م تحت أسم المؤتمر التأسيسي الوطني العراقي والذي شغل موقع أمانته العامة لعدة دورات. يعتبر من أبرز دعاة الوحدة الإسلامية فكراً وميداناً.

## أعماله
- العلم في خدمة الدين.
- من الكفر إلى الإيمان.
- الإنسان بين العلم والدين.
- عن القرآن الكريم.
- الإسلام ومدارس الفكر المعاصر.
- الرجل والمرأة العلاقات والضوابط.
- تلوث البيئة وتلوث الإنسان.(بحث)
- انهيار الشيوعية الأسباب والنتائج.(بحث)
- الماركسية والعلم والفلسفة.
- بحوث ودراسات عن العراق الوحدة الإسلامية جمع بعضها في كتاب (العراق في قلب الحدث).

شارك في العديد من المؤتمرات الفكرية والسياسية العالمية منها:
- مؤتمر أئمة الجمعة والجماعة (عدة دورات).
- المؤتمر القومي الإسلامي ( لعدة جلسات ودورات).
- احتلال العراق وتداعياته.
- مؤتمرات المعارضة قبل الاحتلال وبعده.
- المؤتمر العالمي لعلماء المسلمين.
- مؤتمرات التقريب بين المذاهب الإسلامية(عدة دورات).
- مؤتمر الحوار الإسلامي في مكة ومؤتمرات حوارية أخرى.
- مؤتمر حوار الأديان – في عدة دورات – ميلانو(إيطاليا)- ليون( فرنسا).